# Хилл, Уолтер
Уолтер Уэсли Хилл (англ. Walter Wesley Hill; род. 10 января 1942, Лонг-Бич, Калифорния, США) — американский кинорежиссёр, продюсер и сценарист, известный в частности возрождением жанра вестерна.

## Биография
Уолтер Хилл родился 10 января 1942 года на Лонг-Бич (Калифорния, США). Высшее образование получил в Университете штата Мичиган.
В кино дебютировал как сценарист фильма «Побег» (англ. The Getaway, 1972), а первой работой, поставленной по его сценарию, стал фильм «Хикки и Боггс» (англ. Hickey & Boggs, 1972 год). Три года спустя снял первую режиссёрскую работу — драматический экшн «Тяжёлые времена» (1975 год), события в котором разворачиваются в период Великой депрессии. После выхода в прокат этой картины об Уолтере заговорили, как об одном из самых многообещающих голливудских режиссёров и сценаристов.
В 1980-е и 1990-е годы в качестве режиссёра создал: «Водитель» (1978 год), «Скачущие издалека» (1980 год), «Сорок восемь часов» (1982 год), «Красная жара» (1988), «Красавчик Джонни» (1989 год), «Джеронимо: Американская легенда» (1993 год), «Герой-одиночка» (1996 год). Кроме того, вместе с Ричардом Доннером и Робертом Земекисом принял участие в создании телевизионного сериала «Байки из склепа». Последней работой Уолтера Хилла в кино в качестве режиссёра стала криминальная драма «Обсуждению не подлежит» (2002 год), после чего была ещё одна работа на телевидении — вестерн «Прерванный путь» (англ. Broken Trail), который был номинирован на премию «Золотой глобус» в трёх номинациях.
В качестве одного из сценаристов принял участие в создании картин «Чужие» (1986 год), «Чужой 3» (1992 год) и ряда других.
Известен не только как режиссёр и сценарист, но и как коммерчески успешный организатор кинопроизводства. На этом поприще стартовал ещё в 1979 году, выступив в качестве одного из продюсеров в собственном фильме «Воины» и картине Ридли Скотта «Чужой». Затем последовали пять частей популярной истории об инопланетных монстрах: «Чужие», «Чужой 3», «Чужой: Воскрешение» (1997 год), «Чужой против Хищника» (2004 год) и «Чужие против Хищника: Реквием» (2007 год).
Несмотря на то, что многие картины Хилла пользуются успехом у зрителей, кинокритики относятся к творчеству режиссёра достаточно незаинтересованно, что, возможно, связано с его приверженностью к не очень популярным у кинокритиков жанрам ужасов и экшена.

## Карьера

### Помощник режиссёра
После того, как закончился его контракт по созданию нескольких исторических документальных фильмов, Хилл некоторое время работал в почтовом отделении «Universal» («Кто-то сказал мне, что это хороший способ познакомиться с нужными людьми»). Затем он попал в учебную программу Гильдии режиссёров Америки, что позволило ему пройти практику на телевидении. Он наблюдал за работой профессионалов, в течение года работая на таких шоу, как «Дымок из ствола», «Дикий, дикий Запад», «Бонанза» и «Предупредительный выстрел». «Я делал по несколько шоу в течение пары недель, они сменялись бесконечным потоком!» — говорит он.
Хилл был приглашён в качестве второго помощника режиссёра на «Аферу Томаса Крауна» в 1968 году. Затем он продолжил работать в качестве второго помощника режиссёра на «Детективе Буллит»: «Моей задачей было обеспечение бесперебойной работы заднего плана и установление контакта с полицией. Мы добивались организованности в каждом кадре, чтобы люди не блуждали как попало, не сдвигались за границы кадра и не выходили с середины улицы. После каждого сделанного кадра я был напуган до смерти!».
В 1969 году он был вторым ассистентом режиссёра на фильме Вуди Аллена, «Хватай деньги и беги», но сказал, что он помнит, что не делал почти ничего, кроме раздачи вызывных листов и заполнения временных карт присутствия актёров на площадке. Хилл также работал в качестве первого помощника режиссёра в некоторых телевизионных рекламных роликах. «У меня не было ни малейшего желания работать в этих областях», — говорил он о своём опыте помощника режиссёра, — я хотел бы находиться в центре фильма. Я, конечно, выполнял свои обязанности довольно серьёзно и все такое, но я не видел это в качестве долгосрочного вида деятельности".

### Сценарист
За это время Хилл писал киносценарии в ночное время и в выходные дни.
"Я начал читать сценарии, которые были сделаны, и я стесняюсь говорить об этом, но, прочитав их, я сказал: «Господи, я мог бы сделать это». Мне потребовалось четыре-пять лет, чтобы написать первый сценарий. Приходилось писать в ночное время, в то время как днём я все ещё работал на студии».
Он говорит, что одна из его ранних работ «была про любовные отношения, которые у меня были в прошлом. Это было ужасно, я знал это». Только когда он начал писать в более структурированной повествовательной форме, Хилл начал находить собственный голос. «Мне было трудно заканчивать сценарии. Моя задача была найти проблемы для персонажей и выстроить характер повествования. После того, как я закончил свои сценарии, я почти мгновенно стал зарабатывать ими на жизнь. Не только зарабатывать на жизнь, но и получать новые предложения. С того времени, как я закончил их, до момента их продвижения в производство, прошло совсем немного времени».
Хилл позже сказал: «Я очень сочувствовал „Новому Голливуду“, отождествляя себя с ним». Но его фильмы «скорее были в стиле ретро. То есть, я не поднимал никаких проблем. Я хотел сделать простое жанровое кино».

### Хикки и Боггс
Первый завершенный сценарий Хилла, западного называется «Ллойд Уильямс и его брат», был выбор в опциях Джо Wizan, но это не было сделано.
Однако сценарий вызвал восхищение в компании «Warner Bros», которая затем вышла на контакт с Хиллом, чтобы передать ему некоторые свои проекты. Он придумал детектив, «Hickey & Boggs», и студия согласилась финансировать проект. «Детективные фильмы очень сильно морально устарели, они были совсем не такими, сценарий одного из которых я, молодой сценарист, собирался передать», вспоминает Хилл. «Я думаю, что они были заинтригованы, возможно тем, что свежий воздух в почтенный жанр может вдохнуть новую жизнь».
«Ворнер бразерс» понравился сценарий «Хикки и Боггса», и компания наняла Хилла, чтобы тот переписал сценарий для фильма о воре, который пришел к обеду, за который он в конечном итоге получил единственный кредит. «Хикки и Боггс» позже был продан «United Artists», а сценарий переписан режиссёром Робертом Калпом. Хилл же сказал, что он чувствовал, что фильм «имел несколько хороших моментов, но он был поставлен совсем не по моему сценарию. Но меня это уже не волновало».

### Два проекта с Полом Ньюманом
Хилл продолжал писать сценарии к двум фильмам с Полом Ньюманом, « Человек-макинтош» и «Drowning Pool». По собственному признанию Хилла, его работа над «Человек-макинтош» «не была такой объёмной», и он сделал это, чтобы урегулировать иск с Warner Bros, на которых он был зол за продажу «Hickey & Boggs». Те же, предложили свои условия для урегулирования иска: если Хилл напишет для них сценарий, они дадут ему возможность адаптировать свой выбор из нескольких романов, правами на экранизацию которых владеет студия. Он выбрал «Капкан свободы», Десмонд Бэгли.
«Я написал небольшой текст, который не особенно мне понравился», сказал Хилл. Тем не менее он вызвал интерес Пола Ньюмана и Джона Хьюстона. «Хотелось бы думать, что вы ошибаетесь насчёт уровня вашей работы, но я не верю в это», сказал он. «Та часть оказалась правдой. Я подошел к работе над сценарием с Хьюстоном. Ему не очень понравилось, я закончил с единственным экраном кредита, но одна из проблем заключалась в том, что экран кредита вводил меня в заблуждение очень часто. Я написал 90 % первой половины, остальные написали разные люди. Я не думаю, что это был очень хороший фильм». Хилл говорит, что он никогда не видел конечный продукт, но ему сказали, что это была «настоящая бомба».
Производители Ларри Турман и Дэвид Фостер попросили Хилла адаптировать роман Росса Макдональда «Подмокшее дело» для Роберта Маллигана и направить его как продолжение предыдущего фильма Пола Ньюмана, «Харпер» (1965). Но производителям не понравилось направление, которое взял в сценарии Хилл — впоследствии в фильме из его версии было только две сцены. Таким образом, он покинул проект, чтобы помочь в трудные времена Ларри Гордону в Columbia Pictures.

## Фильмография

### Кинематограф
| Год  | Название                          | Режиссёр | Сценарист | Продюсер       | Примечания              |
| ---- | --------------------------------- | -------- | --------- | -------------- | ----------------------- |
| 1972 | Хикки и Боггс                     |          | Да        |                |                         |
| 1972 | Побег                             |          | Да        |                |                         |
| 1973 | Вор, который пришёл на обед       |          | Да        |                |                         |
| 1973 | Человек-макинтош                  |          | Да        |                |                         |
| 1975 | Бассейн утопленников              |          | Да        |                |                         |
| 1975 | Тяжёлые времена                   | Да       | Да        |                |                         |
| 1978 | Водитель                          | Да       | Да        |                |                         |
| 1979 | Воины                             | Да       | Да        | Да             |                         |
| 1979 | Чужой                             |          |           | Да             | Также скрипт-доктор     |
| 1980 | Скачущие издалека                 | Да       |           |                | Также скрипт-доктор     |
| 1981 | Южное гостеприимство              | Да       | Да        |                |                         |
| 1982 | Сорок восемь часов                | Да       | Да        |                |                         |
| 1984 | Улицы в огне                      | Да       | Да        |                |                         |
| 1985 | Ковбойская рапсодия               |          |           | Да             |                         |
| 1985 | Миллионы Брюстера                 | Да       |           |                |                         |
| 1986 | Перекрёсток                       | Да       |           |                |                         |
| 1986 | Блу-сити                          |          | Да        | Да             |                         |
| 1986 | Чужие                             |          | Сюжет     | Исполнительный |                         |
| 1987 | Все меры предосторожности         | Да       |           |                |                         |
| 1988 | Красная жара                      | Да       | Да        | Да             |                         |
| 1989 | Красавчик Джонни                  | Да       |           |                |                         |
| 1990 | Другие сорок восемь часов         | Да       |           |                |                         |
| 1992 | Чужой 3                           |          | Да        | Да             |                         |
| 1992 | Нарушение территории              | Да       |           |                |                         |
| 1993 | Джеронимо: Американская легенда   | Да       |           | Да             |                         |
| 1994 | Побег                             |          | Да        |                |                         |
| 1995 | Байки из склепа: Демон ночи       |          |           | Исполнительный |                         |
| 1995 | Дикий Билл                        | Да       | Да        |                |                         |
| 1996 | Байки из склепа: Кровавый бордель |          |           | Исполнительный |                         |
| 1996 | Герой-одиночка                    | Да       | Да        | Да             |                         |
| 1997 | Чужой: Воскрешение                |          |           | Да             |                         |
| 2000 | Сверхновая                        | Да       |           |                | в титрах как «Томас Ли» |
| 2002 | Обсуждению не подлежит            | Да       | Да        | Да             |                         |
| 2002 | Байки из склепа: Ритуал           |          |           | Да             |                         |
| 2004 | Чужой против Хищника              |          |           | Да             |                         |
| 2007 | Чужие против Хищника: Реквием     |          |           | Да             |                         |
| 2012 | Прометей                          |          |           | Да             |                         |
| 2012 | Неудержимый                       | Да       |           |                |                         |
| 2016 | Томбой                            | Да       | Да        |                |                         |
| 2017 | Чужой: Завет                      |          |           | Да             |                         |
| 2022 | Мёртв за доллар                   | Да       | Да        |                |                         |
| 2024 | Чужой: Ромул                      |          |           | Да             |                         |

### Телевидение
| Год(ы)  | Название                | Режиссёр | Продюсер        | Сценарист         | Примечания                                          |
| ------- | ----------------------- | -------- | --------------- | ----------------- | --------------------------------------------------- |
| 1977    | Пёс и кот               |          |                 | Создатель / Сюжет | Создатель 7 серий / Автор сюжета к серии «Пилот»    |
| 1989-96 | Байки из склепа         | Да       | Исполнительный  | Да                | Режиссёр и сценарист 3 серий / Продюсер 93 серий    |
| 1992    | Истории о сильных людях |          | Исполнительный  |                   | Телефильм                                           |
| 1993-94 | Байки Хранителя склепа  |          | Исполнительный  |                   | 39 серий                                            |
| 1995    | Странный мир            |          | Исполнительный  |                   | Телефильм                                           |
| 1996-97 | Тайны Хранителя склепа  |          | Исполнительный  |                   | Игровое телешоу                                     |
| 1997    | Причуды науки           | Да       | Исполнительный  |                   | Режиссёр серии «Сон как смерть» / Продюсер 10 серий |
| 2004    | Дедвуд                  | Да       | Консультирующий |                   | Серия «Пилот»                                       |
| 2006    | Прерванный путь         | Да       | Да              |                   | Мини-сериал (2 серии)                               |
| 2010    | Война Мадсо             | Да       |                 |                   | Телефильм                                           |

## Премии и награды
| Год  | Название          | Примечания                               |
| ---- | ----------------- | ---------------------------------------- |
| 1980 | Скачущие издалека | Номинация на Золотую пальмовую ветвь     |
| 1992 | Чужой 3           | Номинация на «Сатурн» за лучший сценарий |
| 2006 | Прерванный путь   | Номинация на премию «Золотой глобус»     |